# Sant Salvador d'Adraén
Sant Salvador d'Adraén és una església del municipi de la Vansa i Fórnols protegida com a bé cultural d'interès local.

## Descripció
Església d'una sola nau, amb capçalera plana a llevant i coberta amb entramat de fusta a doble vessant amb teula industrial que substitueix l'antic llosat de pedra rogenca del país. A l'interior hi ha un fals sostre recobert de guix. El terra de la nau és de lloses planes. La capella presenta dues obertures: al mur occidental hi ha la porta d'accés que és de mig punt i al presbiteri s'obre un finestró quadrangular.
A l'exterior veiem dues fases constructives ben diferenciades. A la meitat del mur meridional el parament està rebaixat i hi ha un gruixut contrafort. A l'interior aquest contrafort es correspon amb un arc faixó que divideix la nau en dos trams. A les cantonades de la part més antiga de l'església, per sota del morter de calç s'intueixen carreus ben tallats mentre que en la zona més recent els paraments són de reble. El parament de carreus fa pensar en un possible origen baix medieval. A la façana de migdia hi ha una llosa amb la data 1908, que no se sap a què correspon.

## Història
L'ermita de Sant Salvador d'Adraén es torba al mig del bosc en la partida de Sant Jaume, als contraforts septentrionals de la Serra del Cadí. El lloc d'Adraén és documentat des de l'any 835. De l'ermita, però, no se'n tenen notícies fins a l'any 1519 quan s'esmenta com un límit territorial. En les visites pastorals de 1575 I 1758, consta com capella depenent de l'església parroquial de Sant Martí d'Adraén.